# Comic-Con and the Business of Pop Culture
Comic-Con and the Business of Pop Culture est un livre écrit par Robert Salkowitz publié en 2012 aux éditions McGraw-Hill. Le livre parle du Comic-Con de San Diego. 

## Synopsis
Chaque été, plus de 130 000 fans de bandes dessinées, joueurs, amateurs de cosplay et nerds de tous bords se rendent à San Diego pour se mêler aux plus grandes célébrités du divertissement et aux professionnels de l'industrie créative dans une célébration sans précédent de la culture populaire sous toutes ses formes.
Après des débuts modestes, le Comic-Con s'est transformé en une galaxie électrisante et épuisante de films, de télévision, de jeux vidéo, d'art, de mode, de jouets, de marchandises et de buzz. C'est là que l'avenir du divertissement se dévoile en temps réel, et tout le monde veut y être.